# Liste der Baudenkmale in Rathenow
In der Liste der Baudenkmale in Rathenow sind alle denkmalgeschützten Bauten der brandenburgischen Stadt Rathenow und ihrer Ortsteile aufgelistet. Grundlage ist die Veröffentlichung der Landesdenkmalliste mit dem Stand vom 31. Dezember 2021.

## Baudenkmale in den Ortsteilen
In den Spalten befinden sich folgende Informationen:
- ID-Nr.: Die Nummer wird vom Brandenburgischen Landesamt für Denkmalpflege vergeben. Ein Link hinter der Nummer führt zum Eintrag über das Denkmal in der Denkmaldatenbank. In dieser Spalte kann sich zusätzlich das Wort Wikidata befinden, der entsprechende Link führt zu Angaben zu diesem Denkmal bei Wikidata.
- Lage: die Adresse des Denkmales und die geographischen Koordinaten. Link zu einem Kartenansichtstool, um Koordinaten zu setzen. In der Kartenansicht sind Denkmale ohne Koordinaten mit einem roten beziehungsweise orangen Marker dargestellt und können in der Karte gesetzt werden. Denkmale ohne Bild sind mit einem blauen bzw. roten Marker gekennzeichnet, Denkmale mit Bild mit einem grünen beziehungsweise orangen Marker.
- Bezeichnung: Bezeichnung in den offiziellen Listen des Brandenburgischen Landesamtes für Denkmalpflege. Ein Link hinter der Bezeichnung führt zum Wikipedia-Artikel über das Denkmal.
- Beschreibung: die Beschreibung des Denkmales
- Bild: ein Bild des Denkmales und gegebenenfalls einen Link zu weiteren Fotos des Baudenkmals im Medienarchiv Wikimedia Commons

### Böhne
| ID-Nr.            | Lage                         | Bezeichnung                                  | Beschreibung | Bild                                         |
| ----------------- | ---------------------------- | -------------------------------------------- | --- | -------------------------------------------- |
| 09150609          | Böhner Bergstraße 3 (Lage)   | Neues Herrenhaus                             | Das neue Herrenhaus im Nordwestteil des Dorfes wurde um 1800 auf einem L-förmigen Grundriss errichtet. Der eingeschossige, massive Putzbau wurde aus Ziegeln erbaut und wird von einem Mansarddach abgeschlossen. Nach 1945 wurde das Gebäude umgebaut.                             | Neues Herrenhaus                             |
| 09150480          | L 96 (Lage)                  | Zehnkilometerstein, am südlichen Ortsausgang | nach 1875 aufgestellt | Zehnkilometerstein, am südlichen Ortsausgang |
| 09150021          | Im Böhner Winkel 9/10 (Lage) | Gutshaus (Schwedenhaus)                      | Das zweigeschossige Herrenhaus wurde in der Mitte des 17. Jahrhunderts als Fachwerkbau errichtet. Dendrologische Untersuchungen weisen auf einen Zeitpunkt 1661/1663. Bauherr war Jacob Friedrich von Briest. Bei Umbauten im 19. Jahrhundert wurde der Westgiebel massiv erneuert. | Gutshaus (Schwedenhaus)                      |
| 09150605 Wikidata | Rathenower Straße 18 (Lage)  | Dorfkirche                                   | Die neogotische Ziegelkirche im Ortszentrum wurde 1838 errichtet. Der massive Bau wurde 1988 umgestaltet. Abgeschlossen wird das Kirchenschiff von einem Satteldach. | weitere Bilder                               |

### Grütz
| ID-Nr.            | Lage                | Bezeichnung                                                          | Beschreibung | Bild           |
| ----------------- | ------------------- | -------------------------------------------------------------------- | ------------ | -------------- |
| 09150534 Wikidata | Dorfplatz 10 (Lage) | Gehöft, bestehend aus Wohnhaus sowie linkem und rechtem Stallgebäude |              | weitere Bilder |
| 09150535 Wikidata | Dorfplatz 12 (Lage) | Dorfkirche                                                           |              | weitere Bilder |

### Rathenow
| ID-Nr.                           | Lage | Bezeichnung | Beschreibung | Bild |
| -------------------------------- | --- | --- | --- | --- |
| 09150308                         | (Lage) | Städtebauliches Ensemble Kirchberg | | weitere Bilder |
| 09150336                         | (Lage) | Reste der mittelalterlichen Stadtmauer im Bereich Vor dem Mühlentor, Schwedendamm, Kleine Burgstraße, Baderstraße, Jederitzer Straße, Am Schleusenkanal | | Reste der mittelalterlichen Stadtmauer im Bereich Vor dem Mühlentor, Schwedendamm, Kleine Burgstraße, Baderstraße, Jederitzer Straße, Am Schleusenkanal |
| 09150344                         | () | Zollmauer in Puschkinstraße, Bergstraße, Friedhof, Wilhelm-Külz-Straße und zwischen Mittelstraße und Fehrbelliner Straße | | ein Bild hochladen |
| 09150307                         | (Lage) | St.-Marien-Andreas-Kirche | Die Kirche wurde in der Mitte des 13. Jahrhunderts fertiggestellt. Im Laufe der Zeit wurde sie mehrmals umgebaut. Im Inneren befindet sich ein dreigliedriger Flügelaltar aus dem Jahre 1380. | weitere Bilder |
| 09150482                         | (Lage) | Nullmeilenstein, am westlichen Ortsausgang | Der Rundsockelstein wurde um 1850 aufgestellt und um 1875 neugestaltet. Hier treffen sich die alte Straßenverbindungen nach Stendal, Genthin und Wulkau. | weitere Bilder |
| 09150335                         | Neufriedrichsdorfer Straße, im Stadtforst nahe der Einfahrt zum Pflegeheim (Lage)                                                                             | Ehrenfriedhof für polnische und sowjetische Zwangsarbeiter | Um 1970 östlich von Neu Friedrichsdorf angelegter Ehrenfriedhof für zur NS-Zeit verschleppte polnische und sowjetische Zwangsarbeiter. | weitere Bilder |
| 09150533                         | Alte Ziegelei 10 (Lage) | Wohn- und Kontorhaus der Ziegelei Kliefert | | BW |
| 09150315                         | Am Alten Hafen, Bergstraße (Lage) | Evangelischer Friedhof (Alter Friedhof) der Neustadt mit Torhaus | | Evangelischer Friedhof (Alter Friedhof) der Neustadt mit Torhaus                                                                                        |
| 09150274                         | Am Alten Hafen, Bergstraße (Lage) | Dunckergrab mit Umgebung, auf dem Evangelischen Friedhof (Alter Friedhof) | | Dunckergrab mit Umgebung, auf dem Evangelischen Friedhof (Alter Friedhof)                                                                               |
| 09150472 Wikidata                | Am Alten Hafen, Bergstraße (Lage) | Auferstehungskirche, auf dem Evangelischen Friedhof (Alter Friedhof) | Erbaut 1914–1917 von Curt Steinberg; der ursprünglich vorhandene oktogonale Turmaufsatz mit spitzem Dach wurde im Zweiten Weltkrieg zerstört und bis 2015 rekonstruiert. Die 1918 entstandene Chorausmalung („Auferstehung Christi“) stammt ebenfalls von Curt Steinberg. | weitere Bilder |
| 09150457                         | Am Alten Hafen, Bergstraße (Lage) | Grabanlage Muth, auf dem Evangelischen Friedhof (Alter Friedhof) | | Grabanlage Muth, auf dem Evangelischen Friedhof (Alter Friedhof)                                                                                        |
| 09150278                         | Bahnhofstraße 1, 1a–c, 2, 2a–b, 3, 3a–b, Schopenhauerstraße 36, 37, 37a (Lage)                                                                                | Ziethenhusarenkaserne: Gebäude 1–7, 13 sowie Stallungen | | Ziethenhusarenkaserne: Gebäude 1–7, 13 sowie Stallungen                                                                                                 |
| 09150618                         | Bahnhofstraße 10 (Lage) | Mietwohnhaus mit Wirtschaftsgebäude | | Mietwohnhaus mit Wirtschaftsgebäude |
| 09150277                         | Bahnhofstraße 19, Paul-Singer-Straße (Lage) | Amtsgericht mit Gefängnis | | weitere Bilder |
| 09150015                         | Bahnhofstraße 21/22 (Lage) | Doppel-Mietwohnhaus | | Doppel-Mietwohnhaus |
| 09150279                         | Bergstraße 4 (Lage) | Wohnhaus | | Wohnhaus |
| 09150280                         | Bergstraße 5 (Lage) | Wohnhaus | | Wohnhaus |
| 09150281                         | Bergstraße 6 (Lage) | Wohnhaus und Gemeindehaus | | Wohnhaus und Gemeindehaus |
| 09150471                         | Berliner Straße 23 (Lage) | Opel-Zentrale mit Tankstelle und Garage, Hauptgebäude mit Überdachung, linkem und rechtem Pavillon, Garagentrakt und Werkstattgebäude | | Opel-Zentrale mit Tankstelle und Garage, Hauptgebäude mit Überdachung, linkem und rechtem Pavillon, Garagentrakt und Werkstattgebäude                   |
| 09150419                         | Berliner Straße 35-37 (Lage) | Mietwohnhausgruppe | | Mietwohnhausgruppe |
| 09150418                         | Berliner Straße 53 (Lage) | Villa | | Villa |
| 09150547                         | Berliner Straße 74 (Lage) | Wohn- und Geschäftshaus | | Wohn- und Geschäftshaus |
| 09150306                         | Buschstraße 2 / Fraunhoferstraße (Lage) | Wohnhaus | | weitere Bilder |
| 09150576                         | Buschstraße 9 (Lage) | Bahnhof Rathenow Nord, bestehend aus Empfangsgebäude, Güterschuppen, gepflastertem Vorplatz und Waage | | weitere Bilder |
| 09150284                         | Dunckerplatz (Lage) | Bronzebüste Johann Heinrich Duncker | Die Büste ist ein Werk von Alexander Calandrelli. | weitere Bilder |
| 09150276                         | Dunckerplatz 20, 20a, 21, 21a, Verladestraße, Viertellandsweg (Lage)                                                                                          | Bahnhofsanlage Rathenow, bestehend aus: Staatsbahnhof mit Empfangsgebäude, Kaiserbahnhof, zwei Wassertürmen, Postgebäude und Güterschuppen; Kleinbahnhof mit Verwaltungsgebäude (einschließlich Garage und Kohleschuppen) und Resten der Gleisanlage; Bahnhof der Städtebahn mit Empfangsgebäude, Wasserturm, Güterschuppen und Fachwerkschuppen | Zum Bahnhofsensemble gehören der Staatsbahnhof mit mehreren Nebengebäuden, der südlich davon gelegenen Städtebahnhof sowie die Anlagen der schmalspurigen Kleinbahnstrecke nördlich der Staatsbahn. | weitere Bilder |
| 09150615 Teilobjekt zu: 09150276 | Dunckerplatz 21 (Lage) | Bahnhofsempfangsgebäude | Das Empfangsgebäude der Staatsbahn ging 1871 in Betrieb. | Bahnhofsempfangsgebäude |
| 09150616 Teilobjekt zu: 09150276 | Dunckerplatz 21a (Lage) | Bahnhofsempfangsgebäude | Der Kaiserbahnhof westlich des Empfangsgebäudes der Staatsbahn wurde 1913 erbaut. Es ist ein einstöckiger Holzgebäude im skandinavischen Stil. | Bahnhofsempfangsgebäude |
| 09150678 Teilobjekt zu: 09150276 | Dunckerplatz (Lage) | Wasserturm | Der neuere Wasserturm der Staatsbahn entstand um 1900 und steht westlich des Kaiserbahnhofs. | Wasserturm |
| 09150679 Teilobjekt zu: 09150276 | Dunckerplatz (Lage) | Postgebäude | Der einstöckige Bau mit Krüppelwalmdach steht westlich des Kaiserbahnhofs. | Postgebäude |
| 09150680 Teilobjekt zu: 09150276 | Verladestraße () | Güterschuppen | Der Güterschuppen der Staatsbahn steht westlich der übrigen Bauten des Bahnhofs. | ein Bild hochladen |
| 09150681 Teilobjekt zu: 09150276 | Dunckerplatz 20a (Lage) | Wasserturm | Der Wasserturm im Osten des Bahnhofs stammt aus den 1870er Jahren. | Wasserturm |
| 09150682 Teilobjekt zu: 09150276 | Dunckerplatz 20 (Lage) | Bahnhofsgebäude / Verwaltungsgebäude | Das Verwaltungsgebäude der Kleinbahn steht im östlichen Teil des Bahnhofs nördlich der Gleise. | Bahnhofsgebäude / Verwaltungsgebäude |
| 09150683 Teilobjekt zu: 09150276 | Dunckerplatz 20 (Lage) | Schuppen | Der Schuppen ist an das Verwaltungsgebäude der Kleinbahn angebaut. | Schuppen |
| 09150684 Teilobjekt zu: 09150276 | Dunckerplatz (Lage) | Gleisanlage | Auf dem Bahnhofsvorplatz ist ein Gleisrest der Schmalspurbahn erhalten geblieben. | Gleisanlage |
| 09150685 Teilobjekt zu: 09150276 | Viertellandsweg (Lage) | Bahnhofsempfangsgebäude | Der Bahnhof der Städtebahn liegt südlich der Anlagen des Staatsbahnhofs und entstand in den ersten Jahren des 20. Jahrhunderts. | Bahnhofsempfangsgebäude |
| 09150686 Teilobjekt zu: 09150276 | Viertellandsweg (Lage) | Wasserturm | Die Städtebahn besaß einen eigenen Wasserturm, von dem nur ein Fragment erhalten ist. | Wasserturm |
| 09150687 Teilobjekt zu: 09150276 | Viertellandsweg (Lage) | Güterschuppen | Der Güterschuppen der Städtebahn liegt südwestlich des Empfangsgebäudes. | Güterschuppen |
| 09150688 Teilobjekt zu: 09150276 | Viertellandsweg (Lage) | Schuppen | Der Schuppen steht im Westen des Städtebahnhofs. | Schuppen |
| 09150495                         | Fehrbelliner Straße 37 (Lage) | Mietwohnhaus | | weitere Bilder |
| 09150440                         | Ferchesarer Weg 2 (Lage) | Halle und Verwaltungsgebäude des Wasserwerks | | Halle und Verwaltungsgebäude des Wasserwerks |
| 09150620                         | Ferdinand-Lassalle-Straße 2 (Lage) | Wohnhaus mit Wirtschaftsgebäude | | Wohnhaus mit Wirtschaftsgebäude |
| 09150316                         | Forststraße 45 (Lage) | Paracelsus-Krankenhaus mit Nebengebäuden und Park | | weitere Bilder |
| 09150341                         | Forststraße 45 (Lage) | Bronzeplastik (Frauenakt) vor dem Paracelsus-Krankenhaus | | weitere Bilder |
| 09150338                         | Friedhofsweg () | Grabstätte von W. Hagedorn, auf dem Städtischen Friedhof | | ein Bild hochladen |
| 09150337                         | Friedhofsweg (Lage) | Gedenkstätte für die Opfer des Faschismus (OdF), auf dem Städtischen Friedhof | | weitere Bilder |
| 09150287                         | Friedrich-Ebert-Ring, Ferdinand-Lassalle-Straße (Lage) | Sowjetisches Ehrenmal | | weitere Bilder |
| 09150409                         | Friedrich-Ebert-Ring 11–56 (Lage) | Wohnsiedlung | | weitere Bilder |
| 09150286                         | Friedrich-Ebert-Ring 64–72, Dunckerplatz 1–16, Ferdinand-Lassalle-Straße 5–8, Bahnhofstraße 16 (Lage)                                                         | Wohnsiedlung | | Wohnsiedlung |
| 09150434                         | Friedrich-Ebert-Ring 81 (Lage) | Wohnhaus | | Wohnhaus |
| 09150543                         | Friedrich-Ebert-Ring 93/94 (Lage) | Schwesternwohnheim des Kreiskrankenhauses | Laubenganghaus, erbaut 1962/63, Entwurf: Hans-Dieter Bugge | Schwesternwohnheim des Kreiskrankenhauses |
| 09150611                         | Friedrich-Engels-Straße 4 (Lage) | Wohnhaus | | weitere Bilder |
| 09150612                         | Friedrich-Engels-Straße 24 (Lage) | Mietwohnhaus | | weitere Bilder |
| 09150436                         | Friedrich-Engels-Straße 27 (Lage) | Mietwohnhaus | | Mietwohnhaus |
| 09150288                         | Friesacker Straße 3 (Lage) | Gedenktafel für Pfarrer Froehlich | | weitere Bilder |
| 09150518                         | Friesacker Straße 3, 4, 5 (Lage) | Katholische Kirche St. Georg und Pfarrhaus | Die Katholische Kirche St. Georg wurde 1893 eingeweiht. Es ist ein neugotischer Backsteinbau, der Entwurf kam von E. Seiberts. | weitere Bilder |
| 09150001                         | Große Burgstraße 35 (Lage) | Wohnhaus | | BW |
| 09150475                         | Große Hagenstraße 22a, 23 (Lage) | Brauerei mit Speichergebäude, Maschinenhaus, Sudhaus, Villa mit schmiedeeisernem Zaun sowie Wohnhaus mit Pförtnerloge und Einfriedung mit Torpfosten | | Brauerei mit Speichergebäude, Maschinenhaus, Sudhaus, Villa mit schmiedeeisernem Zaun sowie Wohnhaus mit Pförtnerloge und Einfriedung mit Torpfosten    |
| 09150290                         | Gustav-Freytag-Straße (Lage) | Ziegelei Matthes, bestehend aus Verwaltungsgebäude, Wohnhaus, Sozialgebäude, Pfeiler, Pförtnerhaus | Reste des um 1865 von Carl Gustav Matthes und zwei Geschäftspartnern gegründeten Verblendsteinwerks, das später unter dem Namen Verblendsteinwerk C. G. Matthes & Sohn firmierte. | Ziegelei Matthes, bestehend aus Verwaltungsgebäude, Wohnhaus, Sozialgebäude, Pfeiler, Pförtnerhaus                                                      |
| 09150498                         | Havelberger Straße 9–13, Potsdamer Straße 5, Curlandstraße 35–36 (Lage)                                                                                       | Teil der Wohnsiedlung Havelberger Straße | | weitere Bilder |
| 09150435                         | Am Heidefeld 9, 10, An den Flugzeughallen 14, Aradoallee 3 (Lage)                                                                                             | Arado-Flugzeugwerke: zwei Produktionshallen und Verwaltungsgebäude | | BW |
| 09150292                         | Heinrich-von-Rosenberg-Straße 1 (Lage) | Wohnhaus | | Wohnhaus |
| 09150294                         | Heinrich-von-Rosenberg-Straße 4–47, Puschkinstraße 85–93 (ungerade), Georgij-Dimitroff-Straße 3–12, Thomas-Müntzer-Straße 15, Schopenhauerstraße 15–17 (Lage) | Wohnsiedlung | | Wohnsiedlung |
| 09150293                         | Heinrich-von-Rosenberg-Straße 50 (Lage) | Villa | | Villa |
| 09150589                         | Inselweg, Mühlendamm (Lage) | Pflasterstraße, Inselweg sowie Mühlendamm vor den Hausnummern 5a-6b | | Pflasterstraße, Inselweg sowie Mühlendamm vor den Hausnummern 5a-6b                                                                                     |
| 09150299                         | Inselweg 1 (Lage) | Wohnhaus (Beamtenhaus des Proviantmagazins) | | Wohnhaus (Beamtenhaus des Proviantmagazins) |
| 09150300                         | Inselweg 6 (Lage) | Wohnhaus (Beamtenhaus des Proviantmagazins) | | Wohnhaus (Beamtenhaus des Proviantmagazins) |
| 09150301                         | Inselweg 7 (Lage) | Wohnhaus (Beamtenhaus des Proviantmagazins) | | Wohnhaus (Beamtenhaus des Proviantmagazins) |
| 09151004                         | Jahnstraße 1 (Lage) | Lutherkirche mit Lutherhaus und Einfriedung mit Luthereiche | Umbau einer Industriehalle zur Kirche, Weihe 1932 | weitere Bilder |
| 09151007                         | Jahnstraße 5 (Lage) | Verwaltungsbau mit Hofgebäude der optischen Fabrik F. Rapsch | | weitere Bilder |
| 09150302                         | Jahnstraße 33, Friedrich-Ebert-Ring (Lage) | Friedrich-Ludwig-Jahn-Gymnasium | | weitere Bilder |
| 09150709                         | Jahnstraße 34 (Lage) | Finanzamt | | weitere Bilder |
| 09150303                         | Jederitzer Straße (Lage) | Jederitzer Brücke | Die Jederitzer Brücke bildet seit dem Mittelalter den nördlichen Stadtausgang von der Rathenower Altstadtinsel über den Rathenower Stadtkanal, einem Arm der Havel. | weitere Bilder |
| 09150304                         | Jederitzer Straße 21 (Lage) | Brückenwärterhaus | | Brückenwärterhaus |
| 09150305                         | Jederitzer Straße 25 (Lage) | Relief mit Stadtteilansicht | | Relief mit Stadtteilansicht |
| 09150283                         | Karl-Marx-Platz (Lage) | Karl-Marx-Büste | Die Büste ist ein Werk des Rathenower Bildhauers Karl Mertens. | weitere Bilder |
| 09150309                         | Kirchplatz 5 (Lage) | Wohnhaus | | Wohnhaus |
| 09150414                         | Kirchplatz 6 (Lage) | Wohnhaus | | Wohnhaus |
| 09150311                         | Kirchplatz 11 (Lage) | Wohnhaus (Kirchenkasse) | | Wohnhaus (Kirchenkasse) |
| 09150312                         | Kirchplatz 12 (Lage) | Wohnhaus (Geburtshaus Johann Heinrich Duncker) | | Wohnhaus (Geburtshaus Johann Heinrich Duncker) |
| 09150007 Wikidata                | Märkischer Platz (Lage) | Kulturhaus | | weitere Bilder |
| 09150322                         | Märkischer Platz (Lage) | Mehrspindelschleifmaschine, im Kulturzentrum | | BW |
| 09150715                         | Mittelstraße 21 (Lage) | Wohnhaus | | Wohnhaus |
| 09150313                         | Neufriedrichsdorfer Straße (Lage) | Jüdische Grabstätten | 1906 angelegter jüdischer Friedhof in Neu Friedrichsdorf. Der Friedhof wurde von 1916 bis 1941 belegt, in der NS-Zeit zerstört und nach 1945 zeitweise als Müllhalde genutzt. Heute sind 13 erhaltene Grabsteinen entlang der östlichen Mauer aufgestellt. 2019 wurde der Friedhof saniert und neu eingeweiht. | weitere Bilder |
| 09150314                         | Neufriedrichsdorfer Straße 1a–50b (Lage) | Kolonie Neufriedrichsdorf | Planmäßig ab 1765 als Spinnerdorf der Friderizianischen Binnenkolonisation angelegte Doppelsiedlung in zwei parallelen Reihen mit ursprünglich 50 eingeschossigen, traufständigen Doppelhäusern in einheitlicher Typenbauweise. Charakteristisch ist die Parzellenstruktur mit tief gestreckten Gärten auf der Nordwestseite und kürzeren Grundstücken auf der Südostseite. Die Bauten zeigen sich überwiegend mit Putzfassaden, Satteldächern mit Krüppelwalmen und einheitlicher Gesimshöhe. | weitere Bilder |
| 09150169                         | Paracelsusstraße 5 (Lage) | Wohnhaus | | weitere Bilder |
| 09150422                         | Paracelsusstraße 6 (Lage) | Wohnhaus | | weitere Bilder |
| 09150317                         | Paracelsusstraße 7 (Lage) | Wohnhaus | | weitere Bilder |
| 09150340                         | Platz der Freiheit (Lage) | Denkmal für die Opfer des Faschismus (OdF) | | Denkmal für die Opfer des Faschismus (OdF) |
| 09150318                         | Platz der Freiheit 1 (Lage) | Landratsamt | | Landratsamt |
| 09150343                         | Platz der Jugend (Lage) | Reliefwand, vor der Schule | Das Kunstwerk des Rathenower Bildhauers Karl Mertens steht an der Stelle seines ehemaligen Wohnhauses. | Reliefwand, vor der Schule |
| 09150319                         | Platz der Jugend 1–5, 7–11, Baustraße 8–10, Steinstraße 4–7 (Lage)                                                                                            | Wohnsiedlung | | Wohnsiedlung |
| 09150617                         | Puschkinstraße 59 (Lage) | Mietwohnhaus | | weitere Bilder |
| 09150320                         | Puschkinstraße 61 (Lage) | Innenausstattung des Fleischerladens | | BW |
| 09150321                         | Rhinower Straße 19d (Lage) | Hölderlin-Gedenksäule | | BW |
| 09150570                         | Rudolf-Breitscheid-Straße (Lage) | Kraftfahrerkaserne, bestehend aus Stabsgebäude, Wirtschaftsgebäude, drei Mannschaftshäusern und Toranlage | | BW |
| 09150433                         | Rudolf-Breitscheid-Straße (Lage) | Pionierkaserne mit vier Mannschaftsgebäuden und einem Wirtschaftsgebäude | | BW |
| 09150522                         | Schleusenplatz (Lage) | Städtebauliches Ensemble Schleusenplatz | | Städtebauliches Ensemble Schleusenplatz |
| 09150327                         | Schleusenplatz (Lage) | Denkmal für den Großen Kurfürsten (Friedrich Wilhelm von Brandenburg) | Es ist das größte barocke Sandsteindenkmal Norddeutschlands, welches an den Großen Kurfürsten Friedrich Wilhelm erinnert, der in der Schlacht bei Fehrbellin 1675 die Schweden besiegte. Das Denkmal wurde 1736–38 von Johann Georg Glume nach einem Modell von Bartolomé Damart geschaffen und zeigt den Großen Kurfürsten in der Tracht eines römischen Imperators auf einem Postament, an dem Allegorien und Schlachtenreliefs angebracht sind.                                             | Denkmal für den Großen Kurfürsten (Friedrich Wilhelm von Brandenburg)                                                                                   |
| 09150328                         | Schleusenplatz (Lage) | Schleusenhaus | | weitere Bilder |
| 09150323                         | Schleusenplatz 1 (Lage) | Wohnhaus mit Kontor, Kornspeicher und Kutscherhaus | | Wohnhaus mit Kontor, Kornspeicher und Kutscherhaus |
| 09150326                         | Schleusenplatz 2 (Lage) | Wohnhaus | | Wohnhaus |
| 09150325                         | Schleusenplatz 3 (Lage) | Wohnhaus | | Wohnhaus |
| 09150324                         | Schleusenplatz 4 / Schleusenstraße (Lage) | Wohnhaus mit Erweiterungsbau an der Schleusenstraße | | Wohnhaus mit Erweiterungsbau an der Schleusenstraße |
| 09150329                         | Schleusenstraße 1 (Lage) | Rückwärtige Bebauung des Wohnhauses | | Rückwärtige Bebauung des Wohnhauses |
| 09150330                         | Schleusenstraße 2 (Lage) | Wohnhaus mit Nebengebäuden | | Wohnhaus mit Nebengebäuden |
| 09150331                         | Schleusenstraße 3 (Lage) | Wohnhaus mit Nebengebäuden | | Wohnhaus mit Nebengebäuden |
| 09150332                         | Schleusenstraße 4 (Lage) | Wohnhaus | | Wohnhaus |
| 09150333                         | Schulplatz 3 (Lage) | Gesamtschule „Am Weinberg“ mit Aula sowie Platzgestaltung | | weitere Bilder |
| 09150342                         | Schulplatz 3 (Lage) | Bronzefigur Fackelläufer, vor der Gesamtschule „Am Weinberg“ | Die Figur ist ein Werk des Rathenower Bildhauers Karl Mertens. | weitere Bilder |
| 09150334                         | Schwedendamm () | Bronzeplastik Friedrich Ludwig Jahn, am Jahnsportplatz | Die Plastik Friedrich Ludwig Jahn ist ein Werk des Rathenower Bildhauers Karl Mertens. | Bronzeplastik Friedrich Ludwig Jahn, am Jahnsportplatz                                                                                                  |
| 09150403                         | Schwedendamm (Lage) | Brachymedial-Fernrohr, auf dem Gelände des Optikparks | Der Rathenower Refraktor wurde vom Ingenieur Edwin Rolf von 1949 bis 1953 errichtet. Nach der Restaurierung stand es bis Dezember 2008 auf dem Schulhof der heutigen Bruno-H.-Bürgel-Gesamtschule. | Brachymedial-Fernrohr, auf dem Gelände des Optikparks                                                                                                   |
| 09150339                         | Steinstraße 1 (Lage) | Wohn- und Geschäftshaus mit Apothekeneinrichtung | | Wohn- und Geschäftshaus mit Apothekeneinrichtung |
| 09150275                         | Vor dem Mühlentor 1 (Lage) | Wohnhaus | | Wohnhaus |
| 09150285                         | Weinberg (Lage) | Bismarckturm | Der Bismarckturm wurde 1914 vollendet. Der Turm ist aus Backstein erbaut worden, der Entwurf kam von F. Sprotte. Die Bronzefigur des Reichskanzlers wurde 1942 eingeschmolzen. | weitere Bilder |
| 09150525                         | Wilhelm-Külz-Straße 7 (Lage) | Wandbrunnen, im Hintergebäude | | BW |
| 09150005                         | Wilhelm-Külz-Straße 14 (Lage) | Wohnhaus | Heute befindet sich hier die Volksbank. | Wohnhaus |
| 09150282                         | Ziegelstraße 4 (Lage) | Ziegelmeisterhaus | | Ziegelmeisterhaus |

### Semlin
| ID-Nr.            | Lage                  | Bezeichnung | Beschreibung | Bild           |
| ----------------- | --------------------- | ----------- | --- | -------------- |
| 09150360 Wikidata | Dorfstraße 35a (Lage) | Dorfkirche  | Die evangelische Kirche wurde 1732 als Fachwerksaal errichtet. Die Ausstattung im Inneren stammt aus der Bauzeit. | weitere Bilder |

### Steckelsdorf
| ID-Nr.   | Lage                  | Bezeichnung | Beschreibung | Bild           |
| -------- | --------------------- | ----------- | --- | -------------- |
| 09150365 | Hauptstraße 40 (Lage) | Dorfkirche  | Die Kirche wurde im 18. Jahrhundert erbaut. 1822 brannte sie ab und wurde wieder aufgebaut. Es ist ein verputzter Saalbau mit einem Westturm mit Schweifhaube und Spitze. Im Inneren eine flache Holztonne. Die Ausstattung ist aus der Bauzeit. | weitere Bilder |

## Ehemalige Baudenkmale
| ID-Nr. | Lage                                    | Bezeichnung                                   | Beschreibung                                     | Bild |
| ------ | --------------------------------------- | --------------------------------------------- | ------------------------------------------------ | --- |
|        | Rathenow Berliner Straße 24 (Lage)      | Ziethenhusarenkaserne: Kasino                 | Das Gebäude wurde aus der Denkmalliste entfernt. | Ziethenhusarenkaserne: Kasino |
|        | Rathenow, Grünaue 6 (Lage)              | Oberförsterei Grünaue, Altes Förstereigebäude |                                                  | [[Vorlage:Bilderwunsch/code!/C:52.576988,12.346745!/D:Rathenow, Grünaue 6, Oberförsterei Grünaue, Altes Förstereigebäude!/\|BW]] |
|        | Rathenow, Wilhelm-Külz-Straße 10 (Lage) | Wohn- und Gewerbegebäude                      |                                                  | [[Vorlage:Bilderwunsch/code!/C:52.604349,12.339427!/D:Rathenow, Wilhelm-Külz-Straße 10, Wohn- und Gewerbegebäude!/\|BW]]         |